# Cattedrale di Badajoz
La cattedrale metropolitana di San Giovanni Battista (in spagnolo: Catedral metropolitana de San Juan Bautista) è il principale luogo di culto della città di Badajoz, in Spagna, sede vescovile dell'Arcidiocesi di Mérida-Badajoz.